# Grace Hamilton
Pour les articles homonymes, voir Hamilton.
Pas d'image ? Cliquez ici

a Compétitions nationales et continentales officielles uniquement.

b Matchs officiels uniquement.
Grace Hamilton, née le 4 mars 1992 à Orange (Australie), est une joueuse internationale australienne de rugby à XV évoluant aux postes de troisième ligne centre et troisième ligne aile. Elle est également une joueuse de rugby à XIII.

## Biographie
Grace Hamilton naît le 4 mars 1992 à Orange en Australie.
En 2022, elle joue pour les Waratahs de Sydney. Elle compte 22 sélections en équipe d'Australie de rugby à XV quand elle est retenue en septembre 2022 pour disputer la Coupe du monde en Nouvelle-Zélande.
En début de saison 2023-2024, elle rejoint la France et le club du Montpellier RC,. Pour la saison 2024 du Super Rugby Women's, elle fait son retour en Autralie, dans l'équipe des Melbourne Rebels.